# Wereldkampioenschappen schaatsen afstanden 2024 - Massastart vrouwen
De massastart vrouwen op de wereldkampioenschappen schaatsen afstanden 2024 werd gereden op zaterdag 17 februari 2024 in de Olympic Oval in Calgary, Canada.

## Uitslag Finale
| Rang   | Schaatser             | Land             | Ronden | Punten per sprint | Punten per sprint | Punten per sprint | Punten per sprint | Punten per sprint | Tijd    | Nr. |
| Rang   | Schaatser             | Land             | Ronden | 1                 | 2                 | 3                 | Eind              | Som               | Tijd    | Nr. |
| ------ | --------------------- | ---------------- | ------ | ----------------- | ----------------- | ----------------- | ----------------- | ----------------- | ------- | --- |
| Goud   | Irene Schouten        | Nederland        | 16     |                   |                   |                   | 60                | 60                | 8.23,71 | 2   |
| Zilver | Ivanie Blondin        | Canada           | 16     |                   |                   | 2                 | 40                | 42                | 8.23,81 | 1   |
| Brons  | Marijke Groenewoud    | Nederland        | 16     |                   |                   | 1                 | 20                | 21                | 8.24,00 | 1   |
| 4      | Yang Binyu            | China            | 16     |                   |                   |                   | 10                | 10                | 8.24,05 | 3   |
| 5      | Laura Peveri          | Italië           | 16     |                   |                   |                   | 6                 | 6                 | 8.24,37 | 5   |
| 6      | Laura Lorenzato       | Italië           | 16     |                   | 3                 | 3                 |                   | 6                 | 8.44,23 | 7   |
| 7      | Ramona Härdi          | Zwitserland      | 16     | 2                 | 2                 |                   |                   | 4                 | 8.28,94 | 6   |
| 8      | Mia Manganello        | Verenigde Staten | 16     |                   |                   |                   | 3                 | 3                 | 8.24,56 | 2   |
| 9      | Sandrine Tas          | België           | 16     | 3                 |                   |                   |                   | 3                 | 8.25,32 | 8   |
| 10     | Yuka Takahashi        | Japan            | 16     | 1                 |                   |                   |                   | 1                 | 8.26,53 | 5   |
| 11     | Park Ji-woo           | Zuid-Korea       | 16     |                   | 1                 |                   |                   | 1                 | 8.32,15 | 3   |
| 12     | Fran Vanhoutte        | België           | 16     |                   |                   |                   |                   |                   | 8.26,20 | 8   |
| 13     | Sumire Kikuchi        | Japan            | 16     |                   |                   |                   |                   |                   | 8.26,25 | 4   |
| 14     | Jin Wenjing           | China            | 16     |                   |                   |                   |                   |                   | 8.36,13 | 4   |
| 15     | Sofie Karoline Haugen | Noorwegen        | 16     |                   |                   |                   |                   |                   | 8.36,85 | 7   |
| 16     | Valérie Maltais       | Canada           | 16     |                   |                   |                   |                   |                   | 8.54,02 | 6   |

## Uitslag Halve Finale 1
| Rang | Schaatser             | Land             | Ronden | Punten per sprint | Punten per sprint | Punten per sprint | Punten per sprint | Punten per sprint | Tijd    | Nr. |
| Rang | Schaatser             | Land             | Ronden | 1                 | 2                 | 3                 | Eind              | Som               | Tijd    | Nr. |
| ---- | --------------------- | ---------------- | ------ | ----------------- | ----------------- | ----------------- | ----------------- | ----------------- | ------- | --- |
| 1    | Marijke Groenewoud    | Nederland        | 16     | 1                 |                   |                   | 60                | 61                | 8.50,27 | 6   |
| 2    | Mia Manganello        | Verenigde Staten | 16     |                   |                   | 1                 | 40                | 41                | 8.50,47 | 2   |
| 3    | Yang Binyu            | China            | 16     |                   |                   |                   | 20                | 20                | 8.50,48 | 9   |
| 4    | Sumire Kikuchi        | Japan            | 16     |                   |                   |                   | 10                | 10                | 8.50,65 | 8   |
| 5    | Laura Peveri          | Italië           | 16     | 3                 |                   |                   | 6                 | 9                 | 8.51,07 | 12  |
| 6    | Valérie Maltais       | Canada           | 16     |                   | 3                 | 2                 | 3                 | 8                 | 8.51,34 | 1   |
| 7    | Sofie Karoline Haugen | Noorwegen        | 16     |                   |                   | 3                 |                   | 3                 | 8.55,05 | 11  |
| 8    | Sandrine Tas          | België           | 16     |                   | 2                 |                   |                   | 2                 | 8.52,51 | 3   |
| 9    | Michelle Uhrig        | Duitsland        | 16     | 2                 |                   |                   |                   | 2                 | 8.55,76 | 5   |
| 10   | Kaitlyn McGregor      | Zwitserland      | 16     |                   | 1                 |                   |                   | 1                 | 8.52,78 | 4   |
| 11   | Lucie Korvasová       | Tsjechië         | 16     |                   |                   |                   |                   |                   | 8.54,13 | 10  |
| 12   | Olga Piotrowska       | Polen            | 14     |                   |                   |                   |                   |                   | 8.15,77 | 7   |

## Uitslag Halve Finale 2
| Rang | Schaatser           | Land             | Ronden | Punten per sprint | Punten per sprint | Punten per sprint | Punten per sprint | Punten per sprint | Tijd    | Nr. |
| Rang | Schaatser           | Land             | Ronden | 1                 | 2                 | 3                 | Eind              | Som               | Tijd    | Nr. |
| ---- | ------------------- | ---------------- | ------ | ----------------- | ----------------- | ----------------- | ----------------- | ----------------- | ------- | --- |
| 1    | Ivanie Blondin      | Canada           | 16     | 2                 | 2                 |                   | 60                | 64                | 8.58,12 | 16  |
| 2    | Irene Schouten      | Nederland        | 16     | 3                 |                   | 3                 | 40                | 46                | 8.58,15 | 17  |
| 3    | Park Ji-woo         | Zuid-Korea       | 16     |                   |                   |                   | 20                | 20                | 8.58,31 | 21  |
| 4    | Jin Wenjing         | China            | 16     |                   | 1                 |                   | 10                | 11                | 8.58,34 | 22  |
| 5    | Yuka Takahashi      | Japan            | 16     |                   |                   |                   | 6                 | 6                 | 8.58,44 | 26  |
| 6    | Ramona Härdi        | Zwitserland      | 16     | 1                 |                   | 1                 | 3                 | 5                 | 8.58,69 | 18  |
| 7    | Laura Lorenzato     | Italië           | 16     |                   | 3                 |                   |                   | 3                 | 8.58,94 | 24  |
| 8    | Fran Vanhoutte      | België           | 16     |                   |                   | 2                 |                   | 2                 | 9.01,65 | 27  |
| 9    | Giorgia Birkeland   | Verenigde Staten | 16     |                   |                   |                   |                   |                   | 8.59,67 | 23  |
| 10   | Josephine Heimerl   | Duitsland        | 16     |                   |                   |                   |                   |                   | 9.00,49 | 25  |
| 11   | Zuzana Kuršová      | Tsjechië         | 16     |                   |                   |                   |                   |                   | 9.01,83 | 20  |
| 12   | Magdalena Czyszczoń | Polen            | 16     |                   |                   |                   |                   |                   | 9.24,71 | 19  |

2015 · 
2016 · 
2017 · 
2019 · 
2020 · 
2021 · 
2023 · 
2024 · 
2025